# 5-та дивізія протиповітряної оборони (РФ)
5-а дивізія ППО — з'єднання протиповітряної оборони Військ ППО-ПРО Повітряно-космічних сил Росії. Входить до складу 1-ї армії ППО-ПРО Західного військового округу. Штаб розташовується у місті Видне.
Скорочена найменування — 5 д ППО. Умовне найменування — Військова частина № 52096 (в/ч 52096). Командир 5-ї дивізії ППО — полковник Князевич Ігор Юльяновіч. Начальник штабу 5 д ППО — полковник Хітрин Олександр Олександрович.

## Історія
Частина створена 13 червня 1953 року як 1-й корпус ППО (Особливого призначення).
У 1988 році корпус був перейменований на 86-ту дивізію ППО.
1 червня 2001 року перейменована на 9-ту дивізію ППО.
З 2008 року 9-ту дивізії ППО переформовано на 9-ту бригаду ВКО.
З 1 грудня 2014 року 4-та бригада ППО переформована на 5-ту дивізію ППО.
1 серпня 2015 дивізія увійшла до складу сформованої 1-ї армії протиповітряної і протиракетної оборони (особливого призначення).

## Склад[5]
- 9-й радіотехнічний полк — військова частина 51858 (сельце Ольховка, Каширського району, Московської області);
- 549-й зенітний ракетний Червонопрапорний полк — військова частина 61991 (селище Курилове, Троїцький адміністративний округ Москва) — С-400[6];
- 606-й гвардійський зенітний ракетний Червонопрапорний полк — військова частина 61996 (місто Електросталь, Ногінський район, Московської області) С-400[7];
- 614-й гвардійський зенітний ракетний Віденський Червонопрапорний орденів Кутузова та Олександра Невського полк — військова частина 92574 (сельце Пестово, Домодєдовський район Московська область) — С-300пм;
- 629-й гвардійський зенітний ракетний Бобруйськ-Берлінський Червонопрапорний орденів Кутузова, Богдана Хмельницького і Олександра Невського полк — військова частина 51857 (сельце Каблукова, Щолковського району Московської обл) — С-300пм.

## Командири
1-й корпус ППО (ОСН)
- генерал-майор Скорняков, Порфирій Костянтинович (1953—1954)
- генерал-майор Михайлов, Микола Федорович (1954—1958)
- генерал-майор Філатов, Микола Григорович (1958)
- генерал-майор Вихор, Степан Пилипович (1958—1960)
- генерал-майор Васильєв, Михайло Іванович (1960—1962)
- генерал-майор Корольов, Борис Олександрович (1962—1965)
- генерал-майор Маломуж, Володимир Григорович (1965—1966)
- генерал -майор Вуракі, Андрій Федорович (1966—1970)
- генерал-лейтенант Ткаченко, Гліб Миколайович (1970—1980)
- генерал-майор Шаталов, Микола Андрійович (1980—1985)
- генерал-лейтенант Данилевич, Аркадій Павлович (1985—1988)

86-а дивізія ППО
- генерал-майор Вересков, Володимир Іванович ,
- генерал-майор Серебряков, Леонід Володимирович ,
- генерал-майор Котельников, Валерій Іларіонович ,
- генерал-майор Алісов, Анатолій Борисович (2001)

9-а бригада ВКО
- полковник Сігалов, Едуарда Семенович
- полковник Огієнко, Костянтин Олександрович